# تامی آرون
تامی آرون (انگلیسی: Tommy Aaron؛ زادهٔ ۲۲ فوریهٔ ۱۹۳۷) یک گلف‌باز است.